# Johnsonia
Johnsonia je rod trajnica iz porodice čepljezovki. Postoji pet priznatih vrsta ,sve su endemi iz Zapadne Australije

## Vrste
1. Johnsonia acaulis Endl.
2. Johnsonia inconspicua Keighery
3. Johnsonia lupulina R.Br.
4. Johnsonia pubescens Lindl.
5. Johnsonia teretifolia Endl.